# Ferdinand von Richthofen
Ferdinand von Richthofen (5. května 1833 Carlsruhe Pruské Slezsko – 6. října 1905 Berlín) byl německý geograf, kartograf a cestovatel, který je znám prosazením termínů Seidenstraße, Seidenstraßen (hedvábná stezka), jež prvně použil v roce 1877. Standardizoval také postupy chorografie (regionální zeměpis) a chorologie (popis vztahů mezi geografickými entitami). Jeho synovcem byl Manfred von Richthofen, známý též jako Rudý baron, nejúspěšnější stíhač první světové války.

## Životopis
Vystudoval medicínu na Vratislavské univerzitě a na berlínské Univerzitě Fridricha Viléma. V roce 1860 se připojil k diplomatické expedici po východní a jihovýchodní Asii vedené Friedrichem Albrechtem zu Eulenburg, s níž během následujících dvou let navštívil Srí Lanku, Japonsko, Tchaj-wan, Sulawesi, Jávu, Filipíny, Thajsko a Barmu. Do Číny se kvůli probíhajícímu povstání tchaj-pchingů nedostali, Richthofena však země zaujala a plánoval se sem jednou vrátit. Mezi roky 1862 a 1868 pracoval v Kalifornii jako geolog na hledání nalezišť zlata po opadnutí tamější zlaté horečky. Poté podnikl několik výprav do Číny, kde se mu podařilo objevit vysušené dno jezera Lobnor, do Japonska, Barmy a na Jávu. Své geografické, geologické, etnografické a ekonomické nálezy publikoval v letech 1877–85 v díle o třech svazcích China: Ergebnisse eigner Reisen und darauf gegründeter Studien (volně přeloženo Čína: Výsledky vlastních cest a na nich založených studií).
Již roku 1875 byl jmenován profesorem na Univerzitě v Bonnu, ale vzhledem k zaneprázdnění svými cestami se svým profesorským povinnostem věnoval teprve o čtyři roky později. Roku 1883 se stal profesorem geografie na Lipské univerzitě, roku 1886 pak na své alma mater, Univerzitě Fridricha Viléma v Berlíně, kde pracoval až do své smrti. Jeho přednášky inspirovaly řadu studentů, z nichž se později stali význační zeměpisci; jedním z jeho nejproslulejších studentů byl švédský topograf a cestovatel Sven Hedin. Roku 1901 se Richthofen stal zakládajícím ředitelem berlínského Oceánografického muzea (Museum für Meereskunde), dále byl několik let prezidentem Německé geografické společnosti, v letech 1903 a 1904 pak působil na Univerzitě Fridricha Viléma i jako její rektor. Zemřel roku 1905 v Berlíně.